# Néerlandais de Belgique
 (septembre 2018).
Si vous disposez d'ouvrages ou d'articles de référence ou si vous connaissez des sites web de qualité traitant du thème abordé ici, merci de compléter l'article en donnant les références utiles à sa vérifiabilité et en les liant à la section « Notes et références ».
En Belgique, le néerlandais est une des trois langues officielles et la langue maternelle d'environ 60 % de la population (qui s'élève à plus de 11 millions d'habitants). Il est l'unique langue officielle de la Région flamande et une des langues officielles de la Région de Bruxelles-Capitale à côté du français. Les deux autres langues officielles de la Belgique sont le français et l'allemand.
Le néerlandais de Belgique (en néerlandais : Belgisch-Nederlands) est la variante locale du néerlandais. Il ne faut pas le confondre avec le flamand, qui est quant à lui un groupe de dialectes parlés sur le territoire de l'ancien comté de Flandre. La variante belge du néerlandais est malgré tout souvent appelée « flamand » par métonymie, tout comme c'est déjà le cas en néerlandais avec le terme Vlaams. Cette variante se distingue du néerlandais standard au niveau de l'accent et de ses constructions, mais possède également quelques particularités venant tout droit des dialectes régionaux ou d'emprunts fréquents au français ou au wallon. Aujourd'hui, cette variante se retrouve dans l'ensemble des provinces de Flandre : Anvers, Brabant flamand, Flandre-Occidentale, Flandre-Orientale et Limbourg ; mais aussi dans la région de Bruxelles et plus résiduellement en Wallonie.
Le néerlandais standard a été introduit en tant que langue générale de communication, au détriment de l'utilisation quasi exclusive des dialectes régionaux. Jadis, le dialecte anversois avait une certaine importance, y compris en dehors de la ville d'Anvers, et a donc eu une certaine influence sur le néerlandais standard lorsqu'il fut adopté. Les néerlandophones de Belgique parlent donc généralement un néerlandais standard parsemé de termes dialectaux en fonction de leur région que l'on appelle tussentaal (littéralement : « interlangue », mais ne correspond pas à la définition française de ce terme).
L'Union de la langue néerlandaise reconnaît qu'il existe une nette variation géographique entre la langue standard employée aux Pays-Bas et celle employée en Flandre (et plus largement en Belgique). Elle définit la « langue standard en Belgique » comme « le néerlandais utilisé couramment dans le domaine public en Belgique, c'est-à-dire dans tous les secteurs importants de la vie publique, comme le gouvernement, l'administration, la justice, l'éducation et les médias »[réf. nécessaire].

## Différences par rapport au néerlandais standard
La variante belge du néerlandais montre des différences au niveau de l'accent, du vocabulaire et de la grammaire, sans toutefois être qualifiée de dialecte. Il est tout à fait possible de comparer cette situation à celle du français canadien, bien que la distance avec la variante considérée comme « standard » soit moins importante. On y retrouve des mots devenus archaïques en néerlandais des Pays-Bas, mais que l'on peut retrouver parfois en afrikaans ou en néerlandais du Suriname, ainsi que des néologismes et des emprunts plus ou moins fréquents au français et au wallon. Lorsqu'un Néerlandais discute avec un néerlandophone de Belgique, il est tout à fait possible que certains mots lui soient étrangers et inversement. Néanmoins, la compréhension reste quasi parfaite.
Le néerlandais dira souvent du néerlandophone de Belgique qu'il parle de manière plus douce (voir prononciation) et plus polie (au vu des constructions devenues archaïques aux Pays-Bas) ou même plus comique. À l'inverse, les néerlandophones de Belgique pourraient penser que leur variante ou celle des Néerlandais est moins polie, car ils n'ont pas la même vision des termes qu'ils emploient. Un exemple serait l'utilisation du pronom u. Aux Pays-Bas, l'emploi de u est réservé au « vous »de politesse, tandis qu'il signifie souvent « tu » pour les néerlandophones belges qui utiliseront je ou jij à la place. Un néerlandophone de Belgique aura donc l'impression de parler tout à fait normalement, voire familièrement, alors que le Néerlandais pourrait être surpris par la tournure trop polie que cela implique.

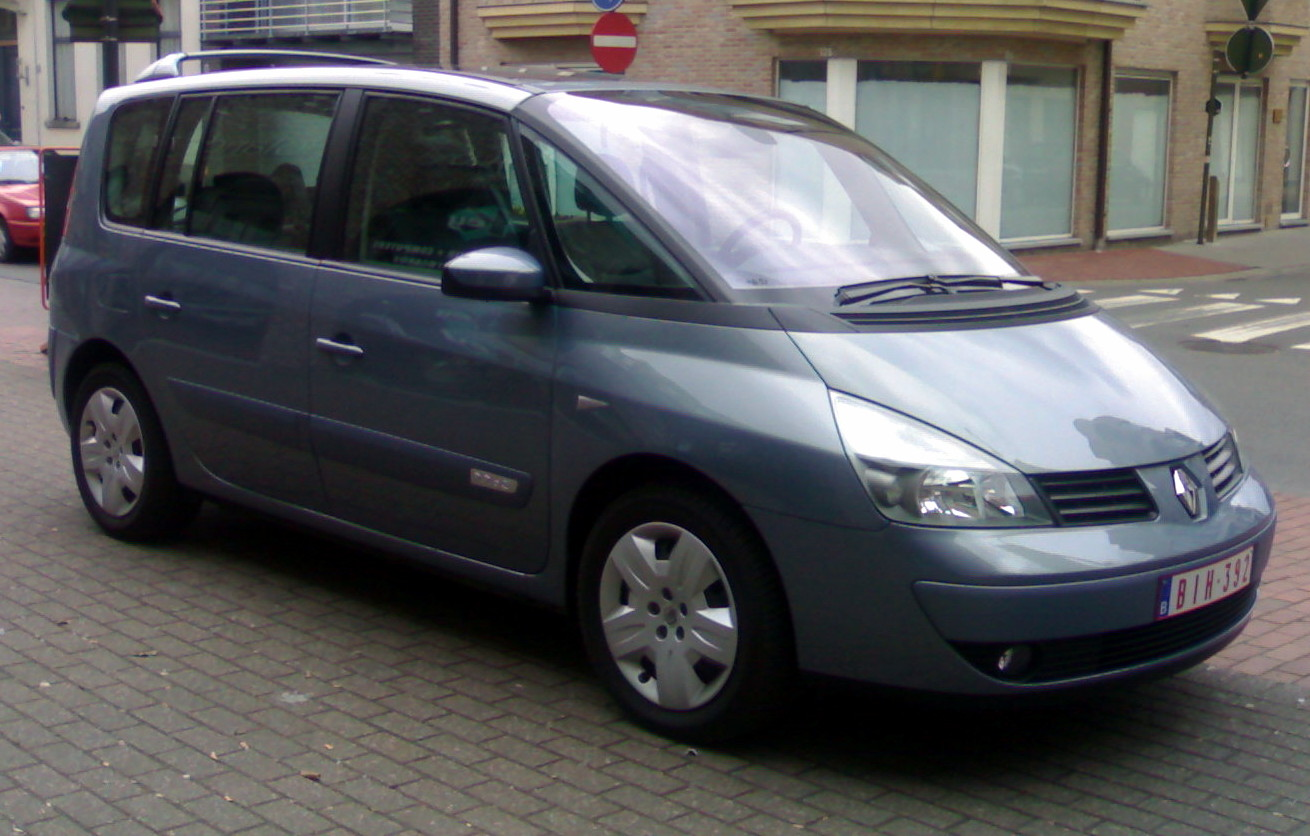
En Flandre, on emploiera berline, un break et monovolume, tandis qu'on dira respectivement sedan, stationwagen et MPV aux Pays-Bas.

Le néerlandais de Belgique est souvent appelé Belgisch-Nederlands en néerlandais et parfois Zuid-Nederlands[réf. souhaitée] (littéralement : « néerlandais du Sud »). L’appellation « néerlandais du sud » est due à la localisation du territoire flamand par rapport à l'ensemble de la zone néerlandophone en Europe. Ce nom peut également renvoyer au néerlandais parlé dans les provinces du sud des Pays-Bas, présentant également de nombreuses similitudes avec le néerlandais de Belgique. Les termes propres au néerlandais de Belgique sont également recensés dans la plupart des dictionnaires. Le dictionnaire Van Dale utilisera les abréviations « Belg. » et « niet alg. » (non général) pour indiquer qu'un terme est belge plutôt que néerlandais.
Il arrive parfois qu'un mot soit considéré comme un belgicisme, malgré son attestation dans les deux pays. Il s'agira alors d'une différence de sens. Par exemple, le terme schoon signifie « propre » en néerlandais standard, tandis qu'il peut également signifier « beau » en néerlandais de Belgique. Un autre exemple serait le terme bedpan qui signifie tout simplement « pot de chambre » en Flandre (surtout dans les provinces de Flandre-Occidentale et de Flandre-Orientale), alors que son utilisation dans ce sens est considérée comme vieillotte aux Pays-Bas où il désigne plutôt un bassin hygiénique donné aux patients d'hôpitaux ne pouvant pas sortir du lit.
Aujourd'hui, les principales modifications du néerlandais standard sont des ajouts de mots d'origines anglaises au vocabulaire, comme dans le domaine informatique. Il y a cependant depuis longtemps une forte composante française dans le vocabulaire, particulièrement dans le néerlandais de Belgique. Cela amène de nombreux cas de synonymie, un mot d'origine française à côté d'un mot d'origine germanique : creëren à côté de scheppen (« créer »).
| Français               | Néerlandais de Belgique  | Néerlandais des Pays-Bas |
| ---------------------- | ------------------------ | ------------------------ |
| Avertir                | Verwittigen              | Waarschuwen              |
| Cintre                 | Kapstok                  | Kleerhanger              |
| Confiture              | Confituur                | Jam                      |
| Croque-monsieur        | Croque / croque-monsieur | Tosti                    |
| Déchèterie             | Containerpark            | Milieupark               |
| Élastique à cheveux    | Rekker                   | Elastiekje               |
| Hotte                  | Dampkap                  | Afzuigkap                |
| Journal                | Gazet                    | Krant                    |
| Jus d'orange           | Appelsiensap             | Jus (d'orange)           |
| Orange                 | Appelsien                | Sinaasappel              |
| Pleurer                | Wenen                    | Huilen                   |
| Teinturerie, nettoyeur | Droogkuis                | Stomerij                 |
| Robe                   | Kleedje                  | Jurk                     |
| Rond-point             | Rondpunt                 | Rotonde                  |
| Sac à main             | Sacoche                  | Handtas                  |
| Sandale                | Sandaal                  | Slipper                  |
| Téléphone mobile       | Gsm                      | Mobieltje                |
| Valise                 | Valies                   | Koffer                   |

Note : Certains mots du tableau ci-dessus ont beau figurer dans la colonne néerlandais des Pays-Bas, il est possible de les rencontrer en Belgique également.
Pour les termes ou expressions utilisés uniquement en Belgique, on parlera de belgicismes, tout comme pour les mots français qu'on ne retrouve qu'en Belgique également. Certains belgicismes sont d'ailleurs partagés avec le français de Belgique. C'est le cas du terme kot qui se réfère à un logement étudiant partout dans le pays. Pourtant, on remarque également que certains mots issus du français seront plutôt utilisés aux Pays-Bas qu'en Belgique. Cela peut conduire a des incohérences, comme on peut le voir dans le tableau ci-dessus avec orange et jus d'orange. Ceci est dû à un certain purisme des néerlandophones de Belgique qui ont eu recours à des néologismes pour éviter l'emploi de gallicismes. On notera par exemple bureel au lieu de bureau, droogzwierder au lieu de centrifuge ou duimspijker au lieu de punaise.
Enfin, dans la langue parlée, les néerlandophones de Belgique font également la différence entre les genres grammaticaux masculin et féminin, notamment avec les articles, les pronoms possessifs et les adjectifs, alors que cette distinction a complètement disparu en néerlandais standard. Cette distinction est parfois indiquée dans les livres de grammaire, y compris à destination des néerlandophones eux-mêmes, mais n'est pas réalisée aux Pays-Bas.

### Prononciation
Le néerlandais de Belgique paraît toujours plus doux et mélodique aux oreilles des étrangers.
En Belgique, ainsi que dans le sud des Pays-Bas et à La Haye, il arrive que les diphtongues ne soient pas réalisées, mais remplacées par des sons longs.
|         | Néerlandais standard | Belgique et sud des Pays-Bas |
| Voyelle | API                  | API                          |
| ------- | -------------------- | ---------------------------- |
| Tijd    | [ɛi]                 | [ɛː]                         |
| Huis    | [œy]                 | [œː]                         |
| Koud    | [ʌu]                 | [ɔː]                         |

Une autre différence notable est la réalisation des sons r, g et ch. Le r est très roulé en Belgique (sauf dans la province de Limbourg). Le g du nord des Pays-Bas est qualifié de harde g (« g dur »), tandis que le g du sud des Pays-Bas et de Belgique est qualifié de zachte g (« g doux »). Les aires où ces sons sont réalisés sont séparées par ce que l'on appelle les grandes rivières.
| Néerlandais standard | Belgique et sud des Pays-Bas | Néerlandais standard | Belgique et sud des Pays-Bas |
| R                    | R                            | G / CH               | G /CH                        |
| -------------------- | ---------------------------- | -------------------- | ---------------------------- |
| [ʁ], [ɐ], [ʀ]        | [r], [ɐ]                     | [ɣ], [x], [χ]        | [ʝ], [ç]                     |

## Situation de la langue
On peut dire que la situation du néerlandais s'est nettement améliorée au cours de la deuxième moitié du XXe siècle, aux dépens du français qui dominait autrefois la vie politique, économique et culturelle. Les principales raisons à cela sont le renforcement de la position économique de la Flandre et la chute de l'industrie lourde en Wallonie depuis les années 1960. Les écoles néerlandophones de haute qualité expliquent également le succès croissant du réseau éducatif néerlandophone à Bruxelles[réf. souhaitée].
En outre, la connaissance du français en tant que langue seconde chez les néerlandophones de Flandre diminue en faveur de celle de l'anglais. Dans l'enseignement en Flandre, le français est toujours obligatoire à partir de la cinquième année de l'école primaire.
En Wallonie, le néerlandais est souvent enseigné en tant que matière optionnelle et est également en concurrence avec l'anglais. En outre, il existe des établissements scolaires wallons où plusieurs matières sont enseignées en néerlandais grâce au système d'immersion linguistique.

## Le néerlandais à Bruxelles
La Région de Bruxelles-Capitale est officiellement bilingue français-néerlandais. Néanmoins, ce n'est pas réellement le cas. Il est en effet très peu utilisé dans de nombreux services municipaux et régionaux, hôpitaux, transports publics, magasins et bureaux.
Cependant, l'utilisation du néerlandais s'est remarquablement développée au cours des dix dernières années[Quand ?]. Celui-ci est à nouveau davantage utilisé, tant dans l'éducation, où ce développement se poursuit depuis un certain temps, que dans la vie économique et sociale. Certains quartiers disposent de boutiques et de galeries au caractère typiquement flamand comme aux environs de la rue Antoine Dansaert. La littérature flamande y occupe également une grande place.
Le néerlandais reste très important à Bruxelles, d'une part parce qu'on y retrouve le siège du gouvernement flamand, en plus des services du gouvernement fédéral, et d'autre part parce que beaucoup de Flamands travaillent à Bruxelles, sans toutefois y vivre.
Le dernier recensement linguistique à Bruxelles date de 1947 (les recensements officiels ayant été abolis sous la pression politique flamande parce qu'ils étaient souvent effectués de manière peu fiable et ne devraient pas être un argument en faveur d'une « minorisation » du néerlandais). À cette époque, on comptait 24,24 % de néerlandophones et 70,61 % de francophones. Selon diverses sources, le nombre de néerlandophones à Bruxelles se situerait entre 6 % et 8 % en 2010.
La Vrije Universiteit Brussel a révélé les résultats d'un échantillonnage mené en 2001 :
- Néerlandophones : 9 %
- Bilingues français-néerlandais : 11 %
- Francophones : 50 %
- Bilingues français & autre : 10 %
- Non francophones et non néerlandophones : 20 %

Un léger changement dans ces pourcentages a été observé en 2013 :
- Néerlandophones : 5 %
- Bilingues français-néerlandais : 17 %
- Francophones : 38 %
- Bilingues français & autre : 23 %
- Non francophones et non néerlandophones : 17 %

L'une des raisons de ce changement est l'afflux important de migrants étrangers, de personnes peu qualifiées en provenance du Maghreb et du Congo, et de personnes hautement qualifiées à vocation internationale qui choisissent généralement d'envoyer leurs enfants dans une école internationale ou francophone.

## Le néerlandais en Wallonie
À l'est de la commune flamande des Fourons et au sud de la province néerlandaise du Limbourg se trouve une région liégeoise où l'on parle encore un dialecte transitoire entre le néerlandais et l'allemand. Cette langue régionale est étroitement liée à celle du Limbourg néerlandais, aux dialectes d'Eupen et d'Aix-la-Chapelle. Ces communes rurales ont pu garder leur dialecte malgré deux siècles de domination francophone et sont restées officiellement unilingues françaises après l'établissement de la frontière linguistique en 1963. Cependant, la création légale de facilités est possible pour le néerlandais ou l'allemand. Depuis trente ans[Quand ?], de plus en plus d'Allemands travaillant à Aix-la-Chapelle se sont installés dans la région. Ils y renforcent alors le côté allemand au détriment du côté néerlandais.
Il y a également eu une délocalisation considérable des travailleurs flamands et de leur famille vers le Borinage et les zones industrielles de Liège. Cette relocalisation a eu lieu du XIXe siècle au milieu du XXe siècle. Il s'agissait pour la plupart de locuteurs de dialectes qui n'avaient que peu ou pas de connaissances du néerlandais standard et qui sont rapidement devenus francophones et souhaitaient le devenir. Avec la montée du socialisme dans ces zones industrielles, le gouvernement belge conservateur et surtout le clergé catholique ont parlé de risques sociaux similaires pour la Flandre et ont donc stimulé la circulation des trains et des tramways, ce qui a permis aux Flamands de continuer à vivre dans un environnement qui leur était propre.
Dans les années qui ont suivi la Seconde Guerre mondiale, de nombreux agriculteurs flamands se sont également installés en Wallonie, souvent en raison de la taille des exploitations et du prix attrayant des terres agricoles.
De plus en plus de familles flamandes viennent aujourd'hui vivre de l'autre côté de la frontière linguistique parce que le prix des terrains et des habitations est moins cher. Un journal écrit en néerlandais est également publié en Wallonie : le Waals Weekblad.
Il faut également noter que le néerlandais devient surtout de plus en plus important dans les Ardennes, région plus éloignée de la frontière linguistique. En effet, les Flamands et les Néerlandais y sont de plus en plus souvent abordés dans leur propre langue. La cause de ce phénomène est le tourisme. Outre l'afflux important de touristes flamands et néerlandais, le nombre de propriétaires de campings, d'hôtels et d'attractions dont la langue principale est le néerlandais augmente et embauche du personnel néerlandophone. Un quart des campings des Ardennes et du reste de la Wallonie sont aujourd'hui tenus par des néerlandophones.